# Kazuma Takayama
Kazuma Takayama (高山 和真 Takayama Kazuma?), född 14 juli 1996 i Saitama prefektur, är en japansk fotbollsspelare.
Takayama började sin karriär 2015 i Omiya Ardija. Han spelade 14 ligamatcher för klubben. 2020 flyttade han till Montedio Yamagata.